# 724 هـ
724 هـ هي سنة في التقويم الهجري امتدت مقابلةً في التقويم الميلادي بين سنتي 1324 و1324.

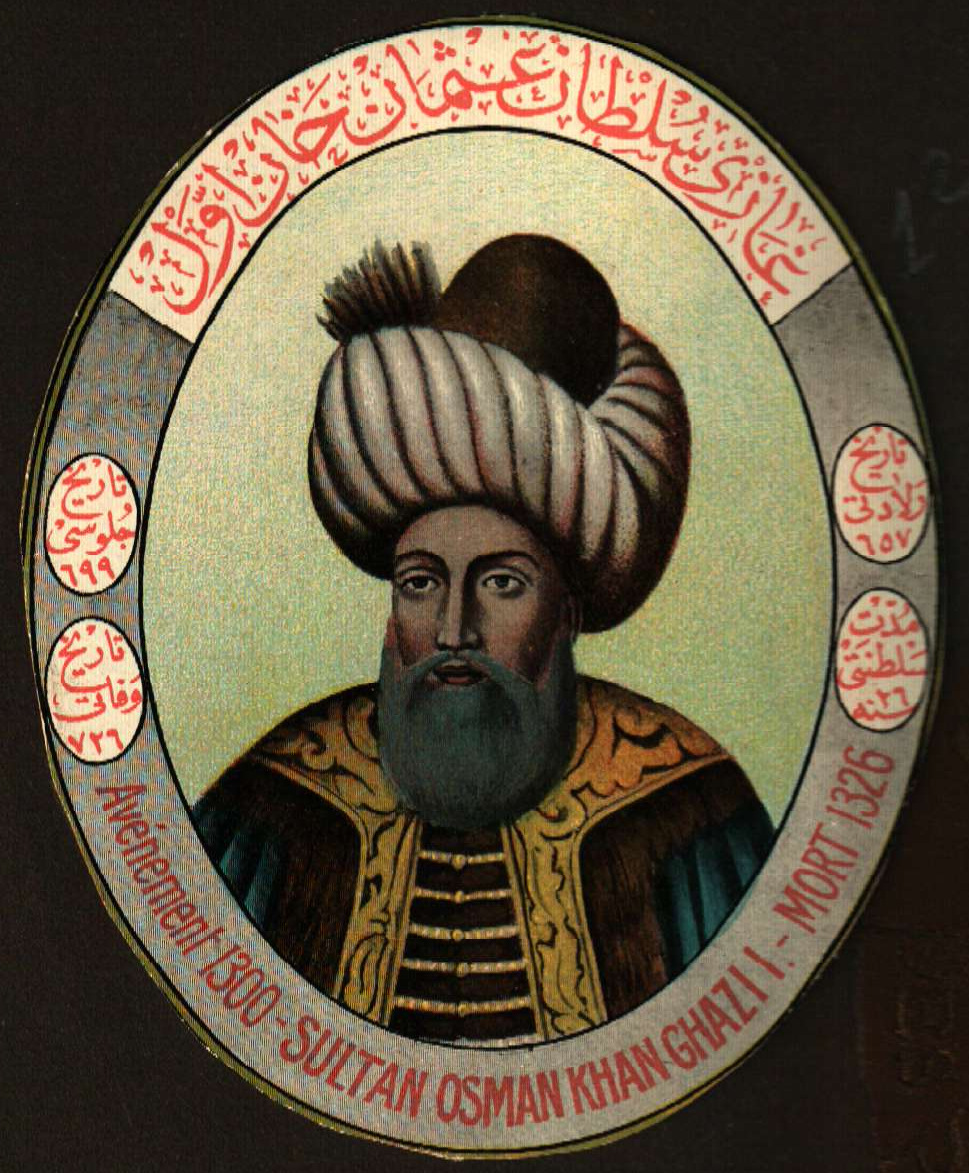
عثمان الأول

## مواليد
- سراج الدين البلقيني

## وفيات
- عثمان الأول
- ابن العطار
- عثمان بن أرطغل